# Louis Meyer
Louis Meyer (født 6. marts 1843 i København, død 29. september 1929 i Vedbæk) var en dansk grosserer.
Meyer, der var søn af grosserer Alfred Jacob Meyer og Sophie Melchior, gik i lære hos handelshuset Moses & Søn G. Melchior. I marts 1866 stiftede han og H. L. Beckett firmaet Beckett & Meyer, og begyndte at handle med sukker, og senere med farin fra Skotland. Beckett udtrådte af firmaet i 1879, og i 1882 indtrådte A. Abrahamson som medindehaver. I 1906 gik Meyers søn Ernst ind i firmaet som afløser for Abrahamson. Efter faderens død var Ernst Meyer eneindehaver af firmaet til sin død i 1929.
Da dansk sukkerindustri fik et opsving i 1880'erne begyndte Beckett & Meyer at importere andre varer. Først kaffe og fra 1884 også kunstgødning og guano.
I 1897 afhændede de denne del af forretningen til Aktieselskabet Dansk Svovlsyre- & Superphosphat-Fabrik og begyndte at handle med melasse og tørret blod til fremstilling af foderstoffer. Omkring århundredskiftet begyndte de også at handle med sirup, cigarer og tobak.
I 1883 købte Beckett & Meyer og Moses Melchior den nystiftede Københavns Hesteskofabrik på Tagensvej, og i 1902 overtog de Melchiors andel, og omdannede fabrikken til et aktieselskab, med A. Abrahamson som direktør. Efter dennes død i 1910 blev firmaet videreført af Louis Meyer. Hesteskofabrikken lukkede i 1958.

## Andre hverv
Meyer var medlem af Grosserer-Societetets komité 1910–1918, og af toldrådet 1910–1922.
I 1906 udgav han nogle dagbogsnoteringer fra en rejse til Amerika i bogen "Bedstefaders Rejse til Amerika".
Louis Meyer blev gift med Thea Marie Johanne Friedländer den 15 oktober 1867. Ægteparret fik 14 børn, hvoraf 9 nåede voksen alder. Til deres sølvbryllup i 1892 prægedes en bronzemedalje med et dobbeltportræt, udført af S. Lindahl, som blev uddelt til gæsterne.
I 1878 overtog Meyer Villa Rex i Skodsborg, som kong Frederik VII og grevinde Danner lod bygge i 1858. To år senere blev villaen udvidet med et tårn.
Louis Meyer blev udnævnt til Ridder af Dannebrog i 1906, og fik Dannebrogordenens Hæderstegn i 1916. Han er afbildet på P. S. Krøyers maleri Fra Københavns Børs.